# Нова Рутвянка
Нова́ Ру́твянка — село в Україні, у Коростенському районі Житомирської області. Населення становить 117 осіб. Входить до складу Малинської міської громади.

## Населення

### Мова
Розподіл населення за рідною мовою за даними перепису 2001 року:
| Мова       | Кількість | Відсоток |
| ---------- | --------- | -------- |
| українська | 111       | 94.88%   |
| російська  | 3         | 2.56%    |
| румунська  | 3         | 2.56%    |
| Усього     | 117       | 100%     |